# Вилла Вигони

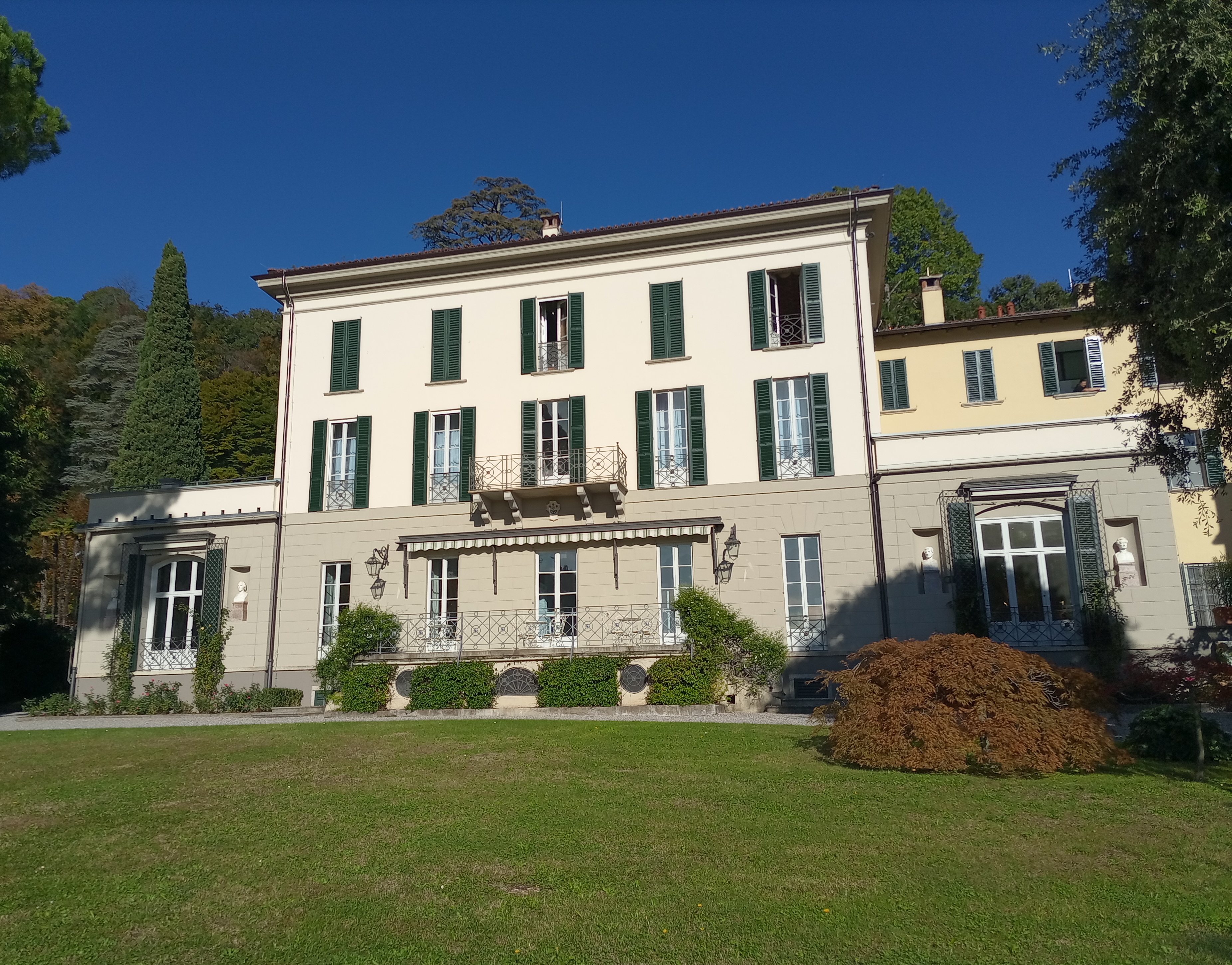
Главное здание

Вилла Вигони — немецко-итальянский центр европейского сотрудничества, основан в 1986 году в Италии, здание и комплекс находятся во владении Федеративной Республики Германии. Расположена рядом с озером Комо, недалеко от двух исторических особняков и ботанических садов.

## Описание
Вилла Вигони является общим совместным немецко-итальянским проектом. В её цели входит продвижение немецко-итальянского сотрудничества, особенно в области культуры, искусства и науки в общеевропейском масштабе. На вилле проходят научные семинары, политические и журналистские дискуссии, есть программы стипендий в том числе для аспирантов, посвящённые европейской идентичности, её истории и будущему.
Генеральным секретарём Виллы Вигони с 1 февраля 2012 года является Иммаколата Амодео, обучавшаяся сравнительному литературоведению в Бременском университете Якобса. Ранее виллу Вигони возглавлял государственный секретарь Пауль Харро Пиазоло (1987—1992), историки Рудольф Лиль (1993—1996) и Бернд Роек (1997—1999), германист Альдо Вентурелли (2000—2007) и классический филолог Грегор Фогт-Спира (2008 — январь 2012).

## История
Выходец из Франкфурта-на-Майне, купец, промышленник и банкир Генрих Милиус (1769—1854) приобрёл виллу вместе с 5 га парка для своего сына Юлиуса. Он умер в 1829 году, вскоре после брака с миланской аристократкой Луиджей Витали (1809—1884). В память о своём сыне Милиус построил в саду виллы храм, над его оформлением работали Помпео Маркези и Бертель Торвальдсен. Луиджа позже вышла замуж за Игнасиона Вигони старшего (1808—1860). Его внук, немецко-итальянский землевладелец Дон Игнасио Вигони Медичи ди Мариньяно унаследовал несколько зданий и земли в Менаджо на озере Комо, Италия. После его смерти в 1983 году он завещал имущество Федеративной Республике Германии с условием содействия взаимопониманию между странами. Германия выполнила это требование, вилла Вигони была основана по договорённости с Италией на государственном уровне. Немецкую сторону представляло Федеральное министерство образования и научных исследований Германии, итальянскую сторону — Министерство иностранных дел Италии.

## Судебный процесс
Вилла Вигони была предметом международного спора в иске Германии против Италии в Международный суд ООН. Истоки этого дела отсылают к военным преступлениям фашистов в греческой деревне Дистомо. В 1997 году члены семей жертв начали обращаться с исками в греческие суды против Федеративной Республики Германии с требованиями компенсации и выигрывали дела; в 2000 году кассационный суд отклонил ходатайство об обжаловании решения. Тем не менее, выполнение (конфискация имущества Института имени Гёте в Афинах) было приостановлено в связи с отсутствием необходимого одобрения со стороны греческого правительства.
В 2008 году Верховный суд Италии постановил, что решения греческих судов могут быть приведены в исполнение в Италии путём наложения ареста на виллу Вигони. Это постановление шло вразрез с принципом государственного иммунитета, так что немецкие и итальянские правительства согласились добиться решения Международного суда по делу. В 2012 году Международный суд вынес решение в пользу ФРГ. Арест виллы был признан неправомерным.